# Schizachyrium malacostachyum
Schizachyrium malacostachyum är en gräsart som först beskrevs av Jan Svatopluk Presl, och fick sitt nu gällande namn av George Valentine Nash. Schizachyrium malacostachyum ingår i släktet Schizachyrium och familjen gräs. Inga underarter finns listade i Catalogue of Life.